# Az öt elem könyve

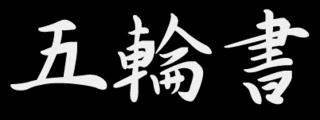
Go Rin no So kandzsival, kalligrafikus írásban. Muszasi ugyanannyira törekedett a mesteri szintre a japán kalligráfiában, mint a kardforgatásban.

Az öt elem könyve (五輪書 Go Rin no So) egy szöveg a kendzsucuról és a harcművészetekről általában, melyet a híres japán kardforgató, Mijamoto Muszasi írt 1645-ben. Az idők során több fordítása is elérhetővé vált, és az olvasóközönsége is jócskán túlmutat a harcművészek csoportján: akadnak ugyanis olyan vezető üzletemberek, akik úgy gondolják, Mijamoto kifejtése a konfliktusokról és az előnyszerzésről hasznos a munkájukban. A modern kori Hjóhó Niten Icsi-rjú Muszasi művét egy technikai és filozófiai útmutatóként alkalmazza.
Muszasi egy úgynevezett "no-nonsense", vagy badarságokat nem tűrő szellemiséget visz a szövegbe. Többször is megjegyzi, hogy a technikai túlzások feleslegesek, és aggodalmat fejez ki az olyan elvekkel szemben, minthogy minden technika egyszerűen csak az ellenfél levágásának egy módszere. Folyamatosan leszögezi továbbá, hogy a könyvben található értelmezések fontosak a harc minden szintjén, legyen az egy párbaj, vagy hatalmas csata. Az elvek leírásai után gyakran figyelmezteti az olvasókat, hogy "ezt behatóan vizsgáld meg", de gyakorlás útján, nem pedig puszta olvasással.

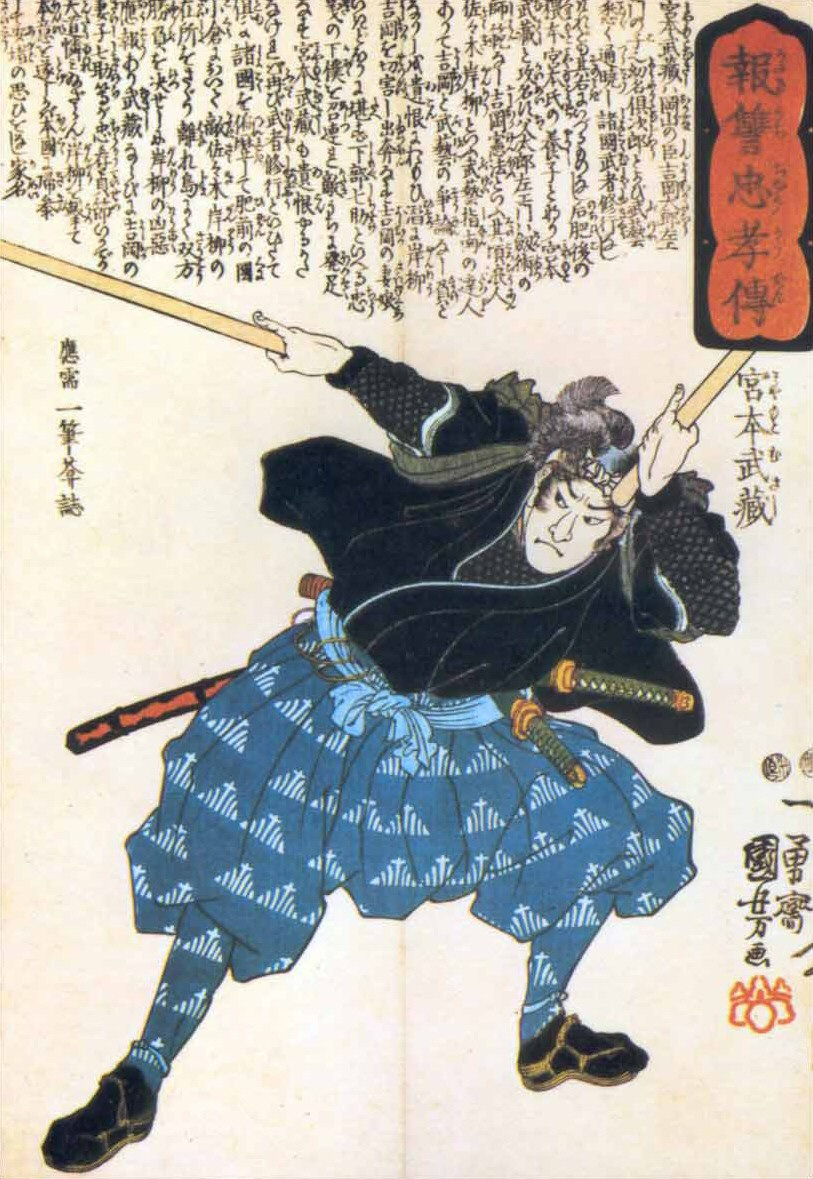
Mijamoto Muszasi fénykorában, két bokkennel a kezében.

Muszasi egy két kardos vívó stílust (nitódzsucu) ír le és támogat, amely a katana és a vakizasi együttes használatát jelenti, ellentétben a hagyományosabb módszerrel, amely a katanát két kézzel használja. Azonban a két kardos modort kifejezetten csak a könyv egy sok ellenséggel történő küzdelmet leíró részében részletezi. A megannyi párbajáról szóló történetek csak ritkán említik, hogy ő maga két kardot használna, ámbár, főként szájhagyományok lévén, ezen történetek részletei néhol pontatlanok lehetnek. Néhányan úgy gondolják, Muszasi értelmezése nem is annyira a két kard egyidejű használatáról szólt, hanem inkább arról, hogy az egyén megszerezze a kellő tudást, hogy bármely típusú kardot használhassa (egyenként), ha a szükség úgy hozza. Ezzel együtt Muszasi leszögezi a könyvben, hogy az embernek mindkét kezében hosszú karddal kell edzenie, amelynek köszönhetően a test is edződik, és az egyén képessége is fejlődik arra, hogy két kardot használjon egyidőben.

## Az öt könyv
Habár a könyvből, a Go Rin No So-ból ezt meglehetősen nehéz megragadni, ezek a könyvek valójában Muszasi azon tanításai, amelyekről a saját dódzsójában tartott előadásokat a diákjainak. Ugyan a gondolatok egy része más forrásokból is származik, a szöveg legnagyobbrészt eredeti.
Az öt "könyv" arra az elgondolásra utal, amely szerint a harc ugyanúgy több elemből áll, mint ahogy az élet is különböző fizikai elemekből. Ez a buddhizmusban, sintóizmusban, és más keleti vallásokban is megtalálható. Az alábbi öt könyv Muszasi azon módszereinek és technikáinak leírása, amelyeket a különböző elemekkel azonosít.
Az "Icsi iskola" kifejezésre többször is utalást tesz a Go Rin No So.  Amikor ezen kifejezésekre utal, valójában a "Niten No Icsi Rjú", vagy "Ni Ten Icsi Rjú" értendő alattuk, amely szó szerint azt jelenti, hogy "Két ég, egy iskola". Alternatív fordítások is léteznek, mint például a "Két kard, egy lélek", és a "Két kard, egy entitás". A "Két kard, egy sárkány" fordítás vélhetően a Rjú kandzsijának egy félreértelmezéséből eredhet.
- A Föld könyve című fejezet bevezetésként szolgál, és metaforikusan vizsgálja a harcművészeteket, vezetőlétet, és házépítés útján történő edzést.
- A Víz könyve című fejezet Muszasi stílusát, a Niten Icsi Rjú-t, vagy "Két ég, egy stílus"-t írja le. Ez a fejezet néhány alapvető technikát és elvet vizsgál.
- A Tűz könyve című fejezetben Muszasi a csata hevére utal, és olyan dolgokat vizsgál, mint a ritmus különböző fajtái.
- A Szél könyve című fejezet egyfajta szójátéknak is felfogható, ugyanis a japán karakter jelenthet szelet, és stílust (például harcművészeti stílus) is. A fejezet azt vizsgálja, Muszasi mit tekint a különböző kortárs kardforgató iskolák gyengeségeinek.
- Az Üresség könyve című fejezet egy rövid epilógus, amely, egy inkább ezoterikus szemléletben vizsgálja Muszasi feltehetően Zen által befolyásolt gondolatait az öntudatról és a megfelelő gondolkodásmódról.

### A Föld könyve[1]
A föld könyve, a Go Rin no So szerint, az a könyv, ami kifejezetten arra a stratégiára utal, melyet Muszasi tanított az Icsi iskolában, nevezetesen, hogy hogyan kell megkülönböztetni az utat „kardvívás”, vagy „kardforgatáson” keresztül. Arra ösztönöz, hogy a gondolat mind tanulásában, mind stratégiájában legyen ravasz:
Tudd a legkisebb dolgokat és a legnagyobb dolgokat, a legsekélyebb dolgokat és a legmélyebb dolgokat. Mintha csak egy egyenes út lenne a földbe rajzolva … Ezeket a dolgokat nem lehet részletesen elmagyarázni. Egy dolgot tudva, tudj tízezer dolgot. Amikor eléred a stratégia Útját, nem lesz többé olyan dolog, melyet nem látsz. Keményen kell tanulnod.
Muszasi azt mondja, hogy az öt könyvben leírt stratégiák és ritmusok tökéletesítése után olyan könnyedén leszel képes tíz embert legyőzni, akárcsak egyet. Ezután megkérdezi: „Amikor elérsz erre a pontra, ez nem azt fogja jelenteni, hogy sebezhetetlen vagy?”
A tanításban, vagy könyvben felsorolt stratégiák olyan helyzetekhez kapcsolódnak, melyek különböző fegyvereket és taktikákat követelnek meg, mint például a beltéri fegyverek. Muszasi kijelenti, hogy a naginata és lándzsához hasonló szálfegyverek kizárólag a csatatérre valók, ellenben a hosszú és ehhez társuló rövid kardokkal, melyek a legtöbb környezetben alkalmazhatóak, mint például lóháton, vagy heves küzdelemben.
Muszasi kifejti véleményét a lőfegyverrel kapcsolatban is, aminek elmondása szerint nincs párja a harctéren, de csak addig, amíg nem csapnak össze a kardokkal, amikor is hasznavehetetlenné válik. Megjegyzi, hogy a lőfegyvernek az a hátránya, hogy nem látható a töltény, és ezzel megnehezíti a célzást, ellenben az íjakkal. Azt írja: „Az íj taktikai előnyt élvez a csata kezdetén, főleg mocsaras területen vívott csatákban, mivel könnyen ki lehet vele lőni a lándzsások közül. Azonban, nem nyújt kielégítő teljesítményt ostromkor, vagy ha az ellenség több mint 35 méterre van. Ezen okból ma már kevés hagyományos íjász iskola működik. Kevés haszna van az efféle tudásnak.”
A Niten Icsi-Rjú egyik tana az, hogy egy egyénnek megannyi fegyver használatában jártasnak kell lennie. Muszasi jelzi, hogy harc közben nem szabad egy fegyvernél leragadni - ez épp olyan rossz, mintha ügyetlenül használnád - mert az ellenfél könnyedén talál gyengepontot a stílusodban, ha állandóan ugyanazt a fegyvert használod.
A ritmus, Muszasi magyarázata szerint, a stratégia alapelve, ami a Föld könyvében le van írva. A Föld könyvében leírt ritmus mögötti elgondolás az, hogy a stratégiádat hozzá kell illesztened a ritmusodhoz, és tudnod kell mikor kell támadni, és mikor nem kell támadni.

Az öt elem könyvében a következőket írja a ritmusról:
"A ritmus fontos a táncban és a fúvós és húros hangszerrel játszott zenékben, mert csak akkor vannak harmóniában, ha a ritmus jó. A ritmus szerepet játszik a katonai mesterségekben, íjjal és lőfegyverrel való lövésben, és a lovaglásban is. A ritmus minden képességben és tudásban ott van…. ritmus van a harcos egész életében, a növekedésében és hanyatlásában, harmóniájában és összetűzéseiben. Hasonlóképpen, ritmus van a kereskedő Útján, vagy egy főváros felemelkedésében és bukásában. Minden dolognak megvan a felemelkedési, és hanyatlási ideje. Ezt tudnod kell észlelni. A stratégiában különféle ritmusokat kell figyelembe venni. A kezdetektől tudnod kell, hogy mi az alkalmazható ritmus, és mi a nem alkalmazható ritmus, és a nagy és kicsi dolgok, valamint a gyors és lassú ritmusok között meg kell találnod a lényegeset, először meglátva a távolság ritmust és a háttér ritmust. Ez a stratégia lényege. Különösen fontos, hogy tudd a háttér ritmust, máskülönben a stratégiád bizonytalanná fog válni.”

### A Víz könyve
A víz könyv a stratégiát, spiritualitást és filozófiát érinti. A víz jelentése az élettel kapcsolatban rugalmasság. A víz természetes rugalmasságot mutat be, mert úgy változik, hogy igazodjon az őt körül vevő határokhoz, keresvén a leghatékonyabb és termékenyebb utat. Tehát egy egyénnek rendelkeznie kell a képességgel, hogy változzon a saját helyzetének megfelelően, és könnyedén válthasson a tanítások, módszerek, és lehetőségek között, ha új információval találkozik. Egy személynek az élet valamennyi területén képeznie kell magát, amely által egyszerre tesz szert a rugalmasságra és az egyensúlyra.

A stratégia lelki vonatkozása, amiről Muszasi ír, figyelembe veszi a vérmérsékletedet, és spiritualitásodat harc közben, vagy egy harc előkészületeiben. Buddhista lévén, a spiritualitást taglaló részletek nagy része a higgadtság, nyugalom és lelki egyensúly tanaira utal;
A stratégiában a lelki állapotod semmiben sem különbözhet a normálistól. Mind a harcban, mind a hétköznapi életben eltökéltnek, ámde nyugodtnak kell lenned.
Ez az egyensúly arra utal, amit a benned lévő yin és yangként is felfoghatunk. Muszasi óva int az egyetlen fegyverhez való túlzott ragaszkodástól, mert ezáltal felfednéd a spiritualitásod az ellenfél számára. Az elgondolás az, hogy egy tökéletes egyensúlyban lévő lélek egy tökéletes egyensúlyban lévő fizikai jelenlét is egyben, és egyik sem alkot gyengeséget, vagy fedi fel azt az ellenségnek.
Harc közben, a spiritualitás és az egyensúly olyan dolgok, amelyekből Muszasi szerint előnyt kell szerezned. Mivel a kis emberek ismerik a nagy emberek spiritualitását, ezáltal felismerik a különbségeket és gyengeségeket egymás között. Ez mind könnyűnek tűnhet, de amint a csatatérre lépsz, a dolgok megváltoznak, amikor is tudnod kell a környezetedhez mérten igazítani a lelki egyensúlyodat, és ezzel egyidőben észlelni a körülötted lévők egyensúlyát, hogy aszerint szerezhess belőlük előnyt.
Csakúgy, ahogyan a lelkednek is egyensúlyban kell lennie, valamennyi technikádnak is egy tökéletesen egyensúlyban lévő magatartáshoz kell igazodnia. Az állás tekintetében, ahogy a katonában lévő egyensúlyról is, Muszasi úgy vélekedik, hogy az állás fontos része a stratégiának, vagy harcnak: Sajátíts el egy állást, amelyben a fejtartásod egyenes, sem nem lefele, vagy felfele néző, vagy kitekeredett. Ez része annak, amit Muszasi beépítésként jegyez le.
Muszasi leírása alapján egy személy tekintetének olyannak kell lennie, hogy az képes legyen észlelni a körülötte történő dolgokat, a szemgolyója észrevehető mozdítása nélkül. Ez pedig egy olyan képesség, melynek tökéletesítése hatalmas mennyiségű gyakorlást igényel. Megjegyzi, hogy ez ismét egy a stratégia legfontosabb részei közül, csak úgy, mint a képesség, hogy olyan dolgokat láss, amik közel vannak hozzád, mint például egy ellenfél technikája. Ez arra is használható, hogy távol történő dolgokat észleljünk, mint például közeledő katonákat vagy ellenségeket, amelyek egy csata előfutárai. Ezek után aszerint cselekedhetsz, amit láttál.

#### A kardforgatás modora
1. Felső
2. Középső
3. Alsó
4. Jobb oldali
5. Bal oldali

A kardforgatás öt modora arra az öt területi osztályra vonatkozik, melyek a test támadható felületeit jelzik. Ezek olyan területei a testnek, amelyekre támadni a legelőnyösebb, és amelyeknek a stratégának tudatában kell lennie, ha olyan helyzet adódik, amikor a támadásuk nem lehetséges. Az elméjének ezek után megfelelően kell igazodnia.
A modorod legyen nagy, vagy kicsi a helyzettől függően. A felső, alsó, középső modorok meghatározóak. A bal és jobb oldali modorok folyékonyak. A bal és jobb modort akkor kell alkalmazni, ha felülről, vagy az egyik oldalról akadályba ütközünk. A bal vagy jobb használata a helytől függ.
Mivel mindegyik egy modornak tekinthető, úgy is értelmezhetjük, hogy Muszasi mindegyik "modor" gyakorlására ösztönöz, elkerülvén az egyikhez való túlzott ragaszkodást, amelyről Muszasi újra és újra megjegyzi, hogy rosszabb mint a hibás technika.
A "Modor mentesség" azokra a stratégákra utal, akik nem alkalmazzák az "Öt modort", hanem egyszerűen figyelmen kívül hagyják a hosszú kard modorait és teljes mértékben a technikára koncentrálnak, szemben a technikára és az öt modorra való egyidejű koncentrálással. Ez hasonló ahhoz, ahogyan a lehetőség kihasználás ellentétben van a lehetőség teremtésével.
A "Létezés - Nem létezés" modora ötvözi az Öt modort a "Modor mentességgel", amely gyakorlatban annyit jelent, hogy a hosszú kard forgatója úgy váltogat a technikák között, ahogy az adott helyzetben neki a legszerencsésebb.
Az "Egyszeri ritmus" arra a technikára utal, amikor megvárod, hogy az ellenfél védekezésében egy kihasználható rés keletkezzen, és amire ezután egy halálos csapást fogsz bevinni. Habár ez egy meglehetősen nehéz technikának van leírva, Muszasi megjegyzi, hogy az ezt alkalmazó mesterek általában az öt modor mesterei, mivel fogékonynak kell lenniük a gyengepontok kifürkészésére. Vannak szóbeszédek arról, hogy Muszasi egyszer megszégyenített egy korábbi kardforgató mestert csupán egyetlen, Bokkennel végrehajtott technikával, de ezzel kapcsolatban nincsenek leírások az "Egyszeri" ritmusról.
A "Kettő hasi ritmusa" egy színlelt támadásra utal, amely után akkor csapunk le az ellenfélre, miközben az hátrál a színlelt támadás elől, és ezzel hason találjuk vagy két mozdulat, vagy két másodperc ritmusával. Ámbár a technika viszonylag egyszerűnek tűnhet, Muszasi az egyik legnehezebben időzíthető technikaként tartja számon.

A "Nincs tervezés, nincs elgondolás" arra utal, amikor a Szó és a cselekedet rögtönzött módon megegyeznek. Eltekintve a jelentés effajta filozófiai megközelítésétől, a technika viszonylag könnyen elmagyarázható: ha holtponton vagy az ellenféllel, egy vágás erejét felhasználva, és az Üresség könyvében leírt tanok alkalmazásával fel lököd az ellenfelet. 
Ez az ütés legfontosabb módszere. Gyakran használatos. Keményen kell edzened, hogy megérthesd.
A "Folyó víz vágás" technika arra a helyzetre utal, mikor harcba elegyedsz egy kardforgatásban veled hasonló szinten lévő ellenféllel. Ha gyorsan támadsz, Muszasi szerint mindig patt helyzetben leszel, ezért, ahogy az állóvíz, a lehető leglassabban kell vágnod a hosszú kardoddal. Ezen technika kezdetén te és az ellenfeled egymás védekezésén fogtok támadási lehetőséget keresni. Amikor az ellenfeled megpróbálja ellökni a kardod, vagy hátraugrik, hogy elkerülje, először ki kell terjesztened az egész testedet és elmédet. Azzal, hogy először a tested mozdul, és azután a kardod, képes leszel erőteljesen, és átfogóan támadni egy olyan mozdulattal, amely látszólag a víz természetes folyását tükrözi. A könnyedség és magabiztosság a technika folyamatos gyakorlásával jön majd.
A "Folyamatos vágás" arra utal, amikor megint csak patt helyzet alakul ki a párbajban, és a kardjaitok egymásnak vannak feszülve. Egy mozdulatban, amikor a kardod elválik az övétől, Muszasi azt mondja, kövesd a mozdulat útját és vágd le a fejét, testét, és lábait.
A "Tűz és kő vágása" technika arra vonatkozik, amikor a kardjaitok egymásnak csapódnak. A kardod emelése nélkül a lehető legerősebben vágsz. Ez egy gyors vágást jelent a kezekkel, testtel és lábakkal.
A "Vörös levelek vágása" az ellenfél hosszú kardjának eltaszítását jelenti a "Nincs tervezés, nincs elgondolás" vágásának szellemében.

### A Tűz könyve
A tűz könyv olyan harci módszereket ír le, amelyek eltérnek a víz könyvben felsorolt különleges technikáktól. Nagyobb betekintést nyújt olyan témákba, mint a helyzet felismerés, és különleges helyzetekre vonatkozó utasításokat ad.

Megjegyzi a nyilvánvaló előnyét a páncéloknak, valamint a párbaj vagy csata előtti felkészülésnek, érintsen egy embert, vagy emberek egész csapatát:
Ahogy egy ember legyőzhet tízet, úgy győzhet le ezer tízezret. Azonban, a stratégia mesterévé válhatsz karddal történő egyéni gyakorlás révén is, hogy megérthesd az ellenfél hadicseleit, erősségét, és erőforrásait, és hogy értékeld a stratégia alkalmazását, hogy legyőzhess tíz ezer ellenséget.
A hely függősége a Go Rin no So szerint meghatározó. Olyan helyen kell lenned, ahol az ember alkotta tárgyak, mint az épületek, tornyok, kastélyok és ehhez hasonlók nem blokkolják a látóteredet, és olyan pozícióban kell állnod, hogy a nap vagy hold ne befolyásolja a látásodat. Ez kizárólag azért van, hogy a figyelmed semmi másra, csak az ellenfélre összpontosuljon, és ezáltal több figyelem jut az ellenfél furfangjaira. Muszasi a magasabb talaj stratégiájáról is megjegyzést tesz: 
Le kell nézned az ellenfeledre, és a modorodat magasabb helyekre kell emelned.
Más taktikák, amelyekről Muszasi ír biztosítják, hogy az ellenfél hátrányban legyen. Egy katona nem-domináns oldalán helyezkedni egy ezek közül, mert a bal oldal nehéz egy jobb kezes katonának. Más hátrányok, mint az ellenfél kis helyre, ingoványba, árokba és más nehéz terepre való szorítása az ellenfelet bizonytalanná teszi a helyzetében.
Ezeket a dolgokat nem lehet tisztán elmondani szavakkal. Utána kell nézned annak, ami itt le van írva. A megelőzés ezen három módjában fel kell mérned a helyzetet. Ez nem azt jelenti, hogy mindig te támadsz először; de ha az ellenfél támad először, körbe tudod vezetni. A stratégiában lényegében már nyertél, amikor megelőzöd az ellenfelet, ezért jól kell edzened, hogy ezt elért.
A Ken no Szen (támadás) a legnyilvánvalóbb módja az ellenfél megelőzésének, mivel a szemtől szembeni összecsapás mindkét felet a helyben maradásra kényszeríti. Bár nincs említve, Muszasi minden bizonnyal a tudatában volt annak, hogy ez a módszer vonta maga után a legnagyobb halálozási számot a többi közül, ugyanis az ellenség masszív létszáma miatt lehetősége volt több ellenségnek egy katonát támadnia.
Ahogy a neve utal rá, a Tai no Szen (várás a kezdeményezésre) nagyon opportunista és elszánt csatákhoz lett kitalálva. A fő gondolat az, hogy gyengeséget kell színlelni, és ezzel az ellenség támadásában létrehozni egy gyenge pontot, vagy Achilles-sarkat, amit aztán újrarendeződéssel ki lehet használni az ellenség csapataiba történő mély támadáshoz. Noha ez nincs említve, de az a legvalószínűbb, hogy ezt a legrangosabb tiszt megölésére, és ezzel a csapat taktikai központjának kiiktatására alkalmazták. Egy módszer, mely kifejezetten hasznos Muszasinak és másoknak, ugyanis a tábornokra irányzott támadás, és annak ez általi bukása a csata végét jelentené.
Csupán kis mennyiségű szöveg íródott a Tai Tai no Szenről (kíséret és megelőzés). Habár nagyon összezavaró, a Tai Tai no Szen mögötti gondolat az, hogy elkerüljünk egy ellenséges rajtaütést vagy gyors támadást azzal, hogy mi kezdeményezünk és teljes erővel támadunk. Muszasi maga is bevallja, hogy ezt meglehetősen nehéz elmagyarázni.
Bár léteznek más módszerek, azok leginkább helyzethez kötött módszerek, amelyek a nehéz terepen való átkelésről, vagy azon történő harcról szólnak. Noha ezek akár kettő vagy több paragrafuson is átívelnek, a legtöbb ezekben található információ puszta józan ész az elővigyázatosságról, és az ilyen helyzetek elkerüléséről.
A ritmus gondolata az egyszeri csatákban a legfontosabb tényező a támadásban, a résztvevők képességei mellett. Ámbár, a ritmus típusa ebben az esetben kissé eltér attól a ritmustól, amiről a föld könyvben szó volt, mert ez az ellenségre a csata alatt ható fizikai tényezők megfigyelését igényli, mint például annak eldöntése, hogy egy csapat katona ereje éppen emelkedik, vagy csökken.
Az kard letaposásának gondolata egy nagyon egyszerű technika. Az ellenfél támadásának szétzúzása, még mielőtt elkezdené, a rohamozás egy fajtájával, majd ezután a puskapor füstjének leple, és a nyíl tűz alatti támadás. A csata kezdetén indított első támadások nagyon eredményesek tudnak lenni. Egyénileg arra utal, amikor az ellenfél kardját támadjuk, összetörjük, kivonjuk a harcból, és egy technika, amivel a kardot a pengék közvetlen érintkezésével irányítjuk.
Csakúgy, ahogyan Muszasi megemlíti a filozófiai stílusában, az összeomlásnak oka van. Ahogyan összeomlás van egy ellenfélben, mint például a számuk csökkenése, Muszasi megjegyzi, hogy ezeket a történéseket észre kell venni és előnyt kell szerezni belőlük.
Érdekes módon, azt is megjegyzi, hogy egy ellenfél formációja megszűnhet, ha a ritmusuk megszakad. Közismert volt, hogy az ilyen csatákban, a dobosok egy bizonyos ritmust doboltak a katonáiknak, hogy ők arra meneteljenek; és ha ez megszűnt, "összeomlottak, amint a ritmus rendezetlenné vált".

### A Szél könyve
Miután az előző könyvekben taglalt információk többsége olyan módon hasznos, hogy azokat még ma is felhasználhatjuk, ez a könyv főként más stratégiák azon részleteivel foglalkozik, amelyek a maga idejében léteztek. A könyv átfogóbb tanítása az, hogy a saját utad megértésének egy fontos részlete abban rejlik, hogy az ellenfeled útját a lehető legpontosabban megértsd.
Muszasi megjegyzi továbbá, hogy habár a legtöbb iskolának vannak titkos és ősi stratégiái, a legtöbb forma levezethető más harcművészetekből. A hasonlóságaik és különbségeik helyzeti tényezők során alakultak ki, mint a beltéri és kültéri párbajok, és az iskola felvett stílusa. Jelzi, hogy az értékelése egyoldalú lehet, mivel az egyetlen iskola, amely felé érdeklődést mutatott, az a sajátja, és ily módon nem lát párhuzamokat saját munkájával. Azonban beismeri, hogy ezen alternatív technikák alapvető ismerete nélkül nem leszel képes a Ni Ten Icsi Rjú-t tanulni, feltehetően abból az okból, hogy a Ni Ten Icsi Rjú-ban megtalálod a hibákat más technikákban, és azokat kijavítod saját magadban.
A legfőbb különbség, amelyet Muszasi kiemel az Icsi iskola és más stratégák és iskolák között az, hogy a többi iskola nem tanítja a stratégia "átfogóbb" értelmét. Létezik egy stratégia a kardvívás felett: "A világ néhány stratégája csak a kardvívással foglalkozik, és ezzel az edzésüket lekorlátozzák a hosszú kard és a testtartás eltúlzására." A könyvnek számos paragrafusa van más iskolák technikáival kapcsolatban, és a szöveg nagy része az olyan dolgokat sorolja fel, melyekben más iskolák nem felelnek meg az eszméknek, melyekről ő maga ír az öt elem könyvében, mint a lábmunka, látás, és az egy fegyverre való túlzott támaszkodás.

### Az Üresség könyve
Jóllehet röviden, de az üresség könyv filozófiailag leírja az emberi tudás természetét és egyéb dolgokat. Az üresség könyv kifejezetten arról szól, "Ami nem látható".
"Azzal, hogy tudod mely dolgok léteznek, tudhatod, hogy melyek nem léteznek."
A Semmi könyve Muszasi szerint a Ni Ten Icsi Rjú stratégiájának valódi jelentése. Természetében nagyon ezoterikusnak tűnik, mivel kihangsúlyozza, hogy meg kell tanulnod észlelni azt, amit nem érthetsz meg, vagy foghatsz fel. Megjegyzi, hogy ebben az Ürességben, amely felfogható, azok azon dolgok, amelyeket nem látunk, akár a harcos útja, harcművészetek, és a Ni Ten Icsi Rjú. Egyidejűleg, az Ürességben, azon dolgok, amelyeket nem teszünk, vagy látunk (amelyet ő Szellemnek hív) részei annak az információnak, amelyet észlelünk a tudati szinten, de ezekkel fizikai kapcsolatban nem állunk. Vitatható, hogy Muszasi ezekkel vallásos spiritualitásra gondol, vagy valójában azt írja le, hogyan éljünk, és hogyan dolgozzuk fel gondolatainkat.
"Az ürességben erény van, és gonoszság nem. A bölcsesség létezik, a tan létezik, az Út létezik, a szellem semmiség."
A fenti idézetben Muszasi azt mondja "erény van, és gonoszság nem". Ez jelentheti azt, hogy "jóság és a gonoszság elűzése", vagy "cél, és a jó és rossz nem-létezése". A pontos jelentése nincs meghatározva.

## Filozófiai módszerek

### Bíbor-levél csapás
E módszer lényege, hogy a kardoddal kiüsd az ellenfél kardját a kezéből, majd azonnal kész legyél egy újabb csapásra. Ezt a módszert a Nem-gondolás csapásával ötvözik, amelyben mindig teljes erővel lendíted a föld felé a kardodat, amikor az ellenfél kardja leesik.

### Őszi majom teste
Ezzel a módszerrel indításkor egy olyan pozíció felvételére számítasz, amelyben a kezeidet nem használod. A gondolatod arra összpontosul, hogy a tested minél közelebb kerüljön az ellenfélhez, mielőtt lecsapsz. Azonban ha mindkét kezed kinyújtásában gondolkozol, a tested távol fog maradni. Ezért kell mindig arra koncentrálnod, hogy a tested a lehető leggyorsabban kerüljön az ellenfél közelébe. Ha távol vagy, a kardoddal fogsz ütéseket váltani, és viszonylag könnyű lesz az ellenfélhez közelítened. (Ezt a technikát Thomas Cleary a "Rövid kezű majom testének"  fordítja.)

### Üss, mint egy kő szikrája
Ha éppen olyan helyzetben vagy, amikor a te és az ellenfeled kardja ütközni fog, úgy kell rendkívüli erővel lecsapnod, hogy a kardodat semmilyen mértékben nem emeled. Ez az Üss, mint egy kő szikrája technika. Ha ezen technika véghez vitelére készülsz, először a lábaid, kezeid, és tested együttes erejével kell gyorsan lecsapnod. Ezen ütés kivitelezése meglehetősen nehéz, ha nem gyakorlod rendszeresen. Ha szorgalmasan edzed magad, képes leszel növelni a technika hatásának erejét.

### A lakk és ragasztó teste
Ezzel a technikával a fő célod az lesz, hogy az ellenfél közelébe kerülj, és ott is maradj. Ha ezt végre szeretnéd hajtani, először úgy kell viselkedned, mintha erősen hozzá lennél ragasztva a lábadnál, fejednél és testednél. Köztudott, hogy küzdelemben a legtöbb harcos a testét hátra dönti, amíg a fejét és a lábait előre nyújtja. Igyekezni kell úgy hozzáragasztani a testet az ellenféléhez, hogy ne legyen olyan pont, ahol a kettő nem érintkezik.

### Esély-nyitó csapás
Amikor ütéssel kezdesz, az ellenfeled megpróbál majd hárítani kardod elütésével, vagy blokkolásával. Az ilyen pillanatokban teljesen el kell mélyedned a kardcsapásaidban, és akárhányszor egy nyitást látsz, le kell csapnod, legyenek azok a lábak, karok, vagy a fej. A kard egyszeri útjának követésével végrehajtott efféle csapást ismerjük az Esély-nyitó csapásként. Ez a technika a harc során csak pár pillanat erejéig lesz hasznos, ezért rendszeresen kell gyakorolni.

### Nem-gondolás csapása
Az elméd és tested eggyé kell váljon a csapással, amikor az ellenfeleddel támadást indítotok. Ha ezt a módszert követed, a kezed az ürességből fog mozdulatot venni, gyorsasággal, erővel, anélkül, hogy bármilyen jelét mutatnád a mozdulat indításának.

## Magyarul
- Go rin no sho. Öt gyűrű könyve; bev. Kozsuharov Ognjan; Főnix Ak., Bp., 1994
- A szamuráj útja; Mijamoto Muszasi: Az öt elem könyve / Taira Sigeszuke: A szamuráj becsületkódexe; ford. Tokaji Zsolt; Szukits, Szeged, 2004
- Szugavara Makoto: Mijamoto Muszasi. A nyughatatlan géniusz; ford. Tóth Andrea / Mijamoto Muszasi: Az öt elem könyve; ford., jegyz. Abe Tetsushi, Varga Orsolya; Szenzár, Bp., 2004 (Harcosok ösvényén)
- Az öt elem könyve; ford. Abe Tetsushi, Varga Orsolya; Helikon, Bp., 2018 (Helikon zsebkönyvek)